# Боевой Крест украинских сечевых стрельцов
Боевой Крест украинских сечевых стрельцов (Мазепинский) (укр. Бойовий Хрест Українських Січових Стрільців (Мазепинський)) — награда[уточнить] за боевые заслуги ветеранам Украинских сечевых стрельцов (УСС) Украинской Галицкой армии, разработанная Львом Лепким. Данная награда включена в исторический перечень воинских наград украинских вооружённых сил.

## История
Награда была учреждена[уточнить] в 1940 году в Кракове для ветеранов УСС Украинской Галицкой армии.
Крест имеет два варианта — Большой и Малый Кресты, выпускался в 1940 и 1964 году.
Большой Крест первого выпуска (1940 год) состоял из двух частей. Центральным элементом награды был щит с изображением тризуба, который прикреплялся к стилизованному кресту в виде герба «Курч», который принадлежал гетману Ивану Мазепе. За щитом размещались два перекрещенных меча, что означало вооружённую борьбу за независимость Украины. Крест имел размеры 38 × 28 мм и крепился к чёрной ленте с двумя фиолетовыми дорожками по бокам.
Большой крест второго выпуска (1964 год) был изготовлен из цельного металла. Размеры и лента такие же, как и в первом выпуске. Кроме Большого креста, была также изготовлена уменьшенная копия (Малый Крест) размером 20 × 15 мм, которая носилась на отвороте пиджака.

## Награждение
Было утверждено[уточнить] положение о награждении, которое предписывало вручение креста в торжественной обстановке, во время национальных праздников или съездов. К награде выдавалось удостоверение и грамота с подписями, официальной печатью УСС и номером награды.